# 岩田奈月
岩田 奈月（いわた なつき、1993年6月24日 ‐ ）は、日本の経営者、映画監督、元モデル・タレント、ウォーキング講師。
旧姓海老原。宮崎県東諸県郡国富町出身。株式会社Virise代表取締役社長。

## 来歴
早産で生まれ、病弱な体質であり18歳時には生命の危険が生じ心臓の大手術を経験した。宮崎公立大学在学中の2012年にスカウトされたことをきっかけにモデルとして活動開始。学生生活と並行して活動し、高速バスで福岡のアナウンススクールに通うなど多忙な生活であった。
同年に開催された、青島ビーチガールズコレクションで初代ビーチクイーンに選ばれミス・ユニバース・ジャパンの宮崎県大会でファイナリストに選ばれる。2016年3月に大学卒業後は電話オペレータのアルバイトやウォーキング講師などを務めながら、2016年9月に、ミス・ツーリズム・クイーン・インターナショナル2016の日本代表として世界大会へ出場したが、同年11月、軽自動車を運転中に小学生3人をはねうち1人が重体（後に死亡）となる事故を起こし逮捕される。2017年2月に宮崎地裁で禁固1年6か月執行猶予3年の判決を受け、控訴せず確定。
上記事故のため宮崎での活動を断念し、2017年以降は福岡市に活動拠点を移しCM出演やスチールモデルとしてとして活動した。2023年にモデルを引退し、モデル、タレントマネジメント会社株式会社Viriseを設立し代表取締役社長に就任。世界に通じるモデル指導を行い、ミス・ティーン インターナショナル日本代表・世界大会入賞を獲得した高田蘭などを養成している。2024年9月第一子女児を出産した。

## 人物
特技はピアノ、歌唱

## 出演

### テレビ番組
- ニンゲン観察バラエティ モニタリング 日本全国モニタリングの旅

### CM
- 宮崎県人権啓発CM「こころの花」
- 興梠有限会社 高千穂とうふ

## 監督作品
「なんどでも。」　2023年　48時間映画祭「撮影賞」受賞